# شيلي مور كابيتو
شيلي ويلونس مور كابيتو (بالإنجليزية: Shelley Wellons Moore Capito)‏ هي سياسية أمريكية من الحزب الجمهوري ولدت في يوم 26 نوفمبر 1953 في قرية غلين ديل في ولاية فيرجينيا الغربية. أكملت دراسة علم الحيوان في جامعة ديوك. تشغل حالياً منصب عضوة في مجلس الشيوخ الأمريكي كممثلة عن ولاية فيرجينيا الغربية منذ سنة 2015 وسبق لها أن كانت عضوة في مجلس النواب الأمريكي من سنة 2001 وحتى سنة 2015. تصف نفسها أنها محافظة معتدلة، هي تؤيد الحزب الجمهوري والرئيس الأمريكي دونالد ترامب بمنع الهجرة الغير الشرعية وحق إمتلاك السلاح، هي تعارض الجمهوريين المحافظين بمناهضتهم للإجهاض، وتعرف أيضاً بتأييدها لبناء للمستوطنات الإسرائيلية في فلسطين.